# 湖北省议会
湖北省议会是1913年至1926年间湖北省的最高民意机构。

## 历史
1912年1月，湖北军政府决定成立湖北省临时议会，以取代湖北咨议局。2月临时议会召开，刘心源当选议长。次年袁世凯就任临时大总统后，重新组织临时议会。4月，董昆瀛当选议长，郑万瞻为副议长。
1913年3月，湖北省议会正式成立，覃寿堃为议长，屈佩兰、王倍敷为副议长。第一届议员有104人，共和党有第一大党（57人），国民党为第二大党（42人）。1914年2月，湖北省议会宣布停止活动。1916年黎元洪出任大总统后，议会恢复。1918年12月，第二届议会成立，有议员103人，屈佩兰当选议长，刘楫、李德寅、吕超白当选副议长。1926年9月北伐军占领武汉后，湖北省议会取消。